# 沖縄県道227号沖縄県総合運動公園線
沖縄県道227号沖縄県総合運動公園線（おきなわけんどう227ごう おきなわけんそうごううんどうこうえんせん）は沖縄県沖縄市比屋根の沖縄県総合運動公園と中頭郡北中城村渡口とを結ぶ一般県道。

## 概要

### 区間
- 起点：沖縄市字比屋根（沖縄県総合運動公園・沖縄県道20号線）
- 終点：中頭郡北中城村字渡口（国道329号・沖縄県道81号宜野湾北中城線）
（なお公式な発表には起点が沖縄県総合運動公園、終点が国道329号交差点としか記載されていない）
- 総延長：2.28km（実延長も同じ）

### 通過自治体
- 沖縄市-中頭郡北中城村

### 交差する路線
- 沖縄県道20号線（起点）
- 国道329号（終点）
- 国道331号（終点・国道329号と重複）
- 沖縄県道81号宜野湾北中城線（終点）

### 主要施設
- 沖縄県総合運動公園（起点・1987年第42回国民体育大会（海邦国体）秋季大会主会場）

### 路線バス
東陽バスが2003年（平成15年）までは県総合運動公園線（かつては中城公園線だった）、2005年まで新垣線、2014年まで泡瀬循環線、2015年まで馬天琉大泡瀬線がそれぞれ乗り入れていた以後乗り入れ路線はなかった（いずれも路線廃止と再編にともなうもの）が、2020年（令和2年）4月に沖縄市循環バスの東部ルートが開設され、当路線の沖縄市内区間を通過している。

## 歴史・特徴
- 1982年（昭和57年）に、1987年（昭和62年）の国体主会場が決定したのとともに県道に指定される。1987年（昭和62年）の国体開催前に合わせて開通した。
- 当初は国体主会場のアクセス道路だったが、現在はそこから先に接続する沖縄県道85号沖縄環状線が整備され、国道329号を避けてうるま市や中城湾港方面に向かうアクセス道路としての役割を果たしている。
- 1973年（昭和48年）の若夏国体（復帰記念特別国体）の会場だった沖縄市コザ運動公園を通る沖縄県道23号沖縄北谷線や沖縄環状線の一部が国体道路と呼ばれているのに対し、この路線は国体に合わせて一緒に整備した沖縄市道の路線名に「国体」という文字はついても国体道路とはよばず、「アワセベイストリート」という別の愛称名をつけている（この通りは沖縄環状線までつながっている）。